# Ткачук Вадим Юрійович
Ткачук Вадим Юрійович (нар. 9 березня 1970) — український сучасний п'ятиборець. 

## Спортивні здобутки
Він брав участь в особистому заліку серед чоловіків на літніх Олімпійських іграх 2000 року.